# ولولا
ولولا (به انگلیسی: Vellulla) یک روستا در هند است که در تلانگانا واقع شده‌است.

## خصوصیات
ولولا ۵٬۰۰۰ نفر جمعیت دارد و ۳۰۲ متر بالاتر از سطح دریا واقع شده‌است.